# شكري سرحان
شكري سرحان (13 مارس 1925  – 19 مارس 1997)، ممثل مصري. يعتبر أحد أعظم الممثلين المصريين في التاريخ.

## عن حياته
ولد شكري سرحان في 13 مارس 1925 في قرية الغار التابعة لمحافظة الشرقية، وهو شقيق كلاً من صلاح سرحان، وسامي سرحان. يعد واحد من رموز السينما المصرية والعربية في القرن العشرين، وكانت أول أعماله السينمائية هو فيلم «لهاليبو» مع الفنانة الراحلة نعيمة عاكف والذي أخرجه حسين فوزي عام 1949، ثم اختاره المخرج العالمي يوسف شاهين لفيلمه «ابن النيل) عام 1951 والذي كان الانطلاقة الحقيقية لنجوميته، ثم توالت عليه أدوار البطولة في أعمال (درب المهابيل)، (شباب امرأة)، (الطريق المسدود)، (رد قلبي)، (اللص والكلاب)، وغيرها من الأعمال.
وكان يلقب في ذلك الوقت بفتى الشاشة. وكرم من الرئيس المصري جمال عبد الناصر بوسام الدولة، وحاز على العديد من الجوائز، وكذلك أبرز الجوائز التي حصل عليها في أفلامه السينمائية الشهيرة في فيلم «ليلة القبض على فاطمة» مع فاتن حمامة عام 1984 للمخرج الراحل هنري بركات، والتي حاز من خلاله على جائزة أفضل ممثل، وله العديد من الأعمال الإذاعية والتلفزيونية، وأما رصيده السينمائي فهو 150 فيلما سينمائيا ابتداء من «لهاليبو» عام 1949، وانتهاء بـ«الجبلاوي» 1991
اعتكف في آخر أيامه على قراءة القرآن الكريم، حتى عرف بعشقه للقرآن ولقب بـ «عاشق القران الكريم».

## الجوائز
جائزة أفضل ممثل ثماني مرات على الأقل عن أفلامه الشهيرة: رد قلبي، شباب امرأة، اللص والكلاب، الزوجة الثانية، النداهة، وليلة القبض على فاطمة وغيرها، وأفضل ممثل من المهرجان الآسيوي الأفريقي عن دوره في فيلم «قيس وليلى» 1960 لكن التكريم الأهم والذي رد له الاعتبار بعد خمس سنوات من اعتزاله التمثيل وابتعاده شبه التام عن الأضواء منذ العام 1991 وحتى رحيله عام 1997 كان تكريم مهرجان القاهرة السينمائي الدولي له عن مجمل مشواره في سياق مئوية السينما المصرية واختيار النقاد له كأفضل ممثل، حيث اختير كأفضل ممثل في القرن العشرين باعتباره صاحب أعلى رصيد من قائمة أفضل مئة فيلم في تاريخ السينما المصرية بعدد 15 فيلما بين بطولة مطلقة وجماعية، مع الفنانة فاتن حمامة كأفضل ممثلة للقرن العشرين للسبب نفسه وذلك من النقاد في مهرجان مئوية السينما المصرية.

## أعماله

### الأفلام
- 1949: نادية
- 1949: لهاليبو
- 1949: كرسي الاعتراف
- 1949: أوعى المحفظة
- 1950: قسمة ونصيب
- 1950: بابا عريس
- 1950: أفراح
- 1950: الأفوكاتو مديحة
- 1951: أولاد الشوارع
- 1951: أنا بنت ناس
- 1951: الخارج على القانون
- 1951: أسرار الناس
- 1951: ابن النيل
- 1952: غضب الوالدين
- 1952: حياتي أنت
- 1952: جنة ونار
- 1952: أموال اليتامى
- 1952: الزهور الفاتنة
- 1952: الأم القاتلة
- 1953: ريا وسكينة
- 1953: موعد مع الحياة
- 1953: مليون جنيه
- 1953: ماليش حد
- 1953: قلبي على ولدي
- 1953: في شرع مين
- 1953: عفريت عم عبده
- 1953: طريق السعادة
- 1953: شريك حياتي
- 1953: بين قلبين
- 1953: بائعة الخبز
- 1953: المستهترة
- 1953: الدنيا لما تضحك
- 1954: كدبة أبريل
- 1954: قلوب الناس
- 1954: علشان عيونك
- 1954: عزيزة
- 1954: دلوني يا ناس
- 1954: حسن ومرقص وكوهين
- 1954: أمريكاني من طنطا
- 1954: الناس مقامات
- 1954: المجرم
- 1954: الستات مايعرفوش يكدبوا
- 1954: أسعد الأيام
- 1954: ارحم دموعي
- 1955: مملكة النساء
- 1955: عرايس في المزاد
- 1955: شاطئ الذكريات
- 1955: رنة الخلخال
- 1955: درب المهابيل
- 1955: أهل الهوى
- 1955: الله معنا
- 1956: وهبتك حياتي
- 1956: نداء الحب
- 1956: شياطين الجو
- 1956: شباب امرأة
- 1956: زنوبة
- 1956: ربيع الحب
- 1956: أرضنا الخضراء
- 1957: وكر الملذات
- 1957: نهاية حب
- 1957: ليلة رهيبة
- 1957: طريق الأمل
- 1957: رد قلبي
- 1957: رحلة غرامية
- 1957: بورسعيد
- 1957: الطريق المسدود
- 1957: السابحة في النار
- 1957: الجريمة والعقاب
- 1957: إغراء
- 1958: حبيبي الأسمر
- 1958: حب من نار
- 1958: امرأة في الطريق
- 1958: الهاربة
- 1958: أحبك يا حسن
- 1959: قبلني في الظلام
- 1959: سجن العذارى
- 1959: بفكر في اللي ناسيني
- 1959: أنا حرة
- 1959: المرأة المجهولة
- 1959: إحنا التلامذة
- 1959: أحلام البنات
- 1960: نداء العشاق
- 1960: قيس وليلى
- 1960: صائدة الرجال
- 1960: رجل بلا قلب
- 1960: جسر الخالدين
- 1960: بين إيديك
- 1960: الغجرية
- 1961: لماذا أعيش
- 1961: لا تطفئ الشمس
- 1961: عودي يا أمي
- 1961: طريق الأبطال
- 1961: رجل في حياتي
- 1961: السفيرة عزيزة
- 1961: أعز الحبايب
- 1962: كلهم أولادي
- 1962: صراع الأبطال
- 1962: سلوى في مهب الريح
- 1962: بقايا عذراء
- 1962: ألمظ وعبده الحامولي
- 1962: اللص والكلاب
- 1962: الحقيبة السوداء
- 1962: الأشقياء الثلاثة
- 1963: قصة ممنوعة
- 1963: سنوات الحب
- 1963: سر الهاربة
- 1963: سجين الليل
- 1963: حياة عازب
- 1963: ثمن الحب
- 1963: الحسناء والطلبة
- 1964: هارب من الحياة
- 1964: لو كنت رجلا
- 1964: حكاية جواز
- 1964: بنت الحتة
- 1964: اللهب
- 1964: العمر أيام
- 1964: ابن كليوباترا
- 1965: سكون العاصفة
- 1966: وداعا أيها الليل
- 1967: جفت الأمطار
- 1967: الزوجة الثانية
- 1968: قنديل أم هاشم
- 1968: المتمردون
- 1968: الست الناظرة
- 1968: التلميذة والأستاذ
- 1968: البوسطجي
- 1968: 3 نساء
- 1969: حكاية من بلدنا
- 1969: الحلوة عزيزة
- 1970: لا لا يا حبيبي
- 1970: الوادي الأصفر
- 1971: شيء في صدري
- 1971: حادثة شرف
- 1971: بنات في الجامعة
- 1971: الحب المحرم
- 1971: البيوت أسرار
- 1972: عاشقة نفسها
- 1972: شياطين البحر
- 1972: رجل زائد عن الحاجة
- 1973: غرباء
- 1973: زائر الفجر
- 1973: امرأة من القاهرة
- 1975: النداهة
- 1975: المطلقات
- 1976: عودة الابن الضال
- 1976: الشيطان يدق بابك
- 1978: وراء الشمس
- 1978: رحلة داخل امرأة
- 1978: الرغبة والثمن
- 1979: المغنواتي
- 1980: كم أنت حزين أيها الحب
- 1980: الثعالب الصغيرة
- 1981: صراع العشاق
- 1983: جدعان باب الشعرية
- 1984: ليلة القبض على فاطمة
- 1984: كلاب الحراسة
- 1984: أسود سيناء
- 1985: ملائكة الشوارع
- 1987: قبل الوصول لسن الانتحار
- 1987: الرجل الصعيدي
- 1988: الأب الشرعي
- 1990: لن أعيش في حلمك
- 1991: الجبلاوي

### المسلسلات
- 1967: بيار الملح
- 1972: ملك اليانصيب
- 1978: على هامش السيرة
- 1978: المشربية
- 1979: أيام العذاب
- 1980: محمد رسول الله (ج1)
- 1981: محمد رسول الله (ج2)
- 1981: الكعبة المشرفة
- 1981: الرجل الذي فقد ذاكرته مرتين
- 1982: محمد رسول الله (ج3)
- 1982: شعراء المعلقات
- 1982: الشاهد والمتهم
- 1983: عمرو بن العاص
- 1983: صاحب الجلالة الحب
- 1986: ينابيع النهر
- 1986: الأنصار
- 1987: رفاعة الطهطاوي
- 1987: الساقية تدور
- 1989: حدث في بيت القاضي
- 1989: الحب في عصر الجفاف
- 1991: شموع لا تنطفئ
- 1992: خشوع
- 1993: دموع الشموع
- 1993: بنت بطوطة
- 1994: مصرع طائر بريء

### المسرحيات
- 1958: زواج عصري
- 1971: ياسين ولدي
- 1982: سيرك يا دنيا
- 1982: أزمة شرف
- 1985: رجال الله

### المسلسلات الإذاعية
- 1960: في بيتنا رجل
- 1983: ليلة القبض على فاطمة

## وصلات خارجية
- شكري سرحان على موقع IMDb (الإنجليزية)
- شكري سرحان على موقع الدهليز
- شكري سرحان على موقع قاعدة بيانات الأفلام العربية
- شكري سرحان على موقع ألو سيني (الفرنسية)
- شكري سرحان على موقع قاعدة بيانات الفيلم (الإنجليزية)
- شكري سرحان على موقع كينوبويسك (الروسية)